# Confrontos entre Botafogo e São Paulo no futebol
Botafogo e São Paulo são dois clubes brasileiros que disputam um importante clássico interestadual (Rio de Janeiro versus São Paulo) do futebol brasileiro.

## História
A primeira partida foi a vitória botafoguense por 8–1 no Estádio de Laranjeiras, válida pela disputa do Torneio Rio-São Paulo de 1940, realizada no dia 10 de julho de 1940.
A maior goleada foi a vitória botafoguense por 8–1 na primeira partida, sendo essa a maior goleada sofrida pelo São Paulo em sua história. Já a favor do São Paulo foi a vitória por 6–1 em partida válida pelo Campeonato Brasileiro, disputada em 4 de agosto de 1999.

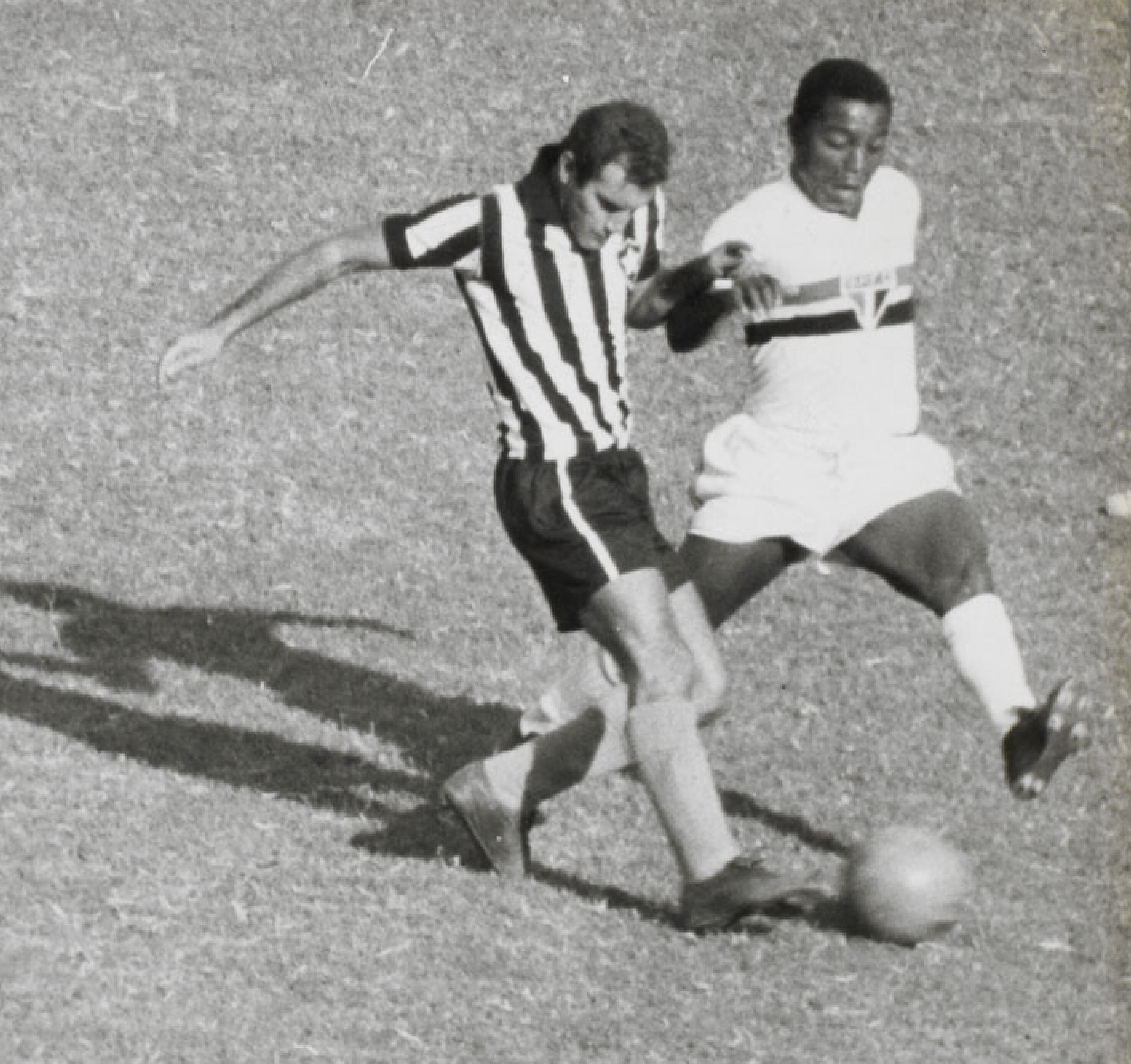
Gérson, Canhotinha de ouro, aqui com a camisa do Botafogo, jogou por ambos os clubes.

A vitória do São Paulo por 3–2 no Morumbi pelas semifinais do Brasileiro de 1981 ficou marcada por muita polêmica dentro e fora de campo, assim como a vitória de 6–1 do São Paulo no Campeonato Brasileiro de 1999, que acabou por redundar na conquista dos pontos pelo clube carioca por escalação irregular do jogador Sandro Hiroshi pelo São Paulo, vindo a inviabilizar a realização do Campeonato Brasileiro no ano seguinte por alterar a classificação do rebaixamento. Após a decisão da Justiça Desportiva, o Gama entrou na Justiça paralisando o Campeonato Brasileiro de 2000, fomentando a criação da Copa João Havelange, que viria a ser reconhecida depois pela CBF como a competição oficial daquele ano, sendo estas provavelmente as partidas mais polêmicas desse confronto.

## Estatísticas
Campeonato Brasileiro

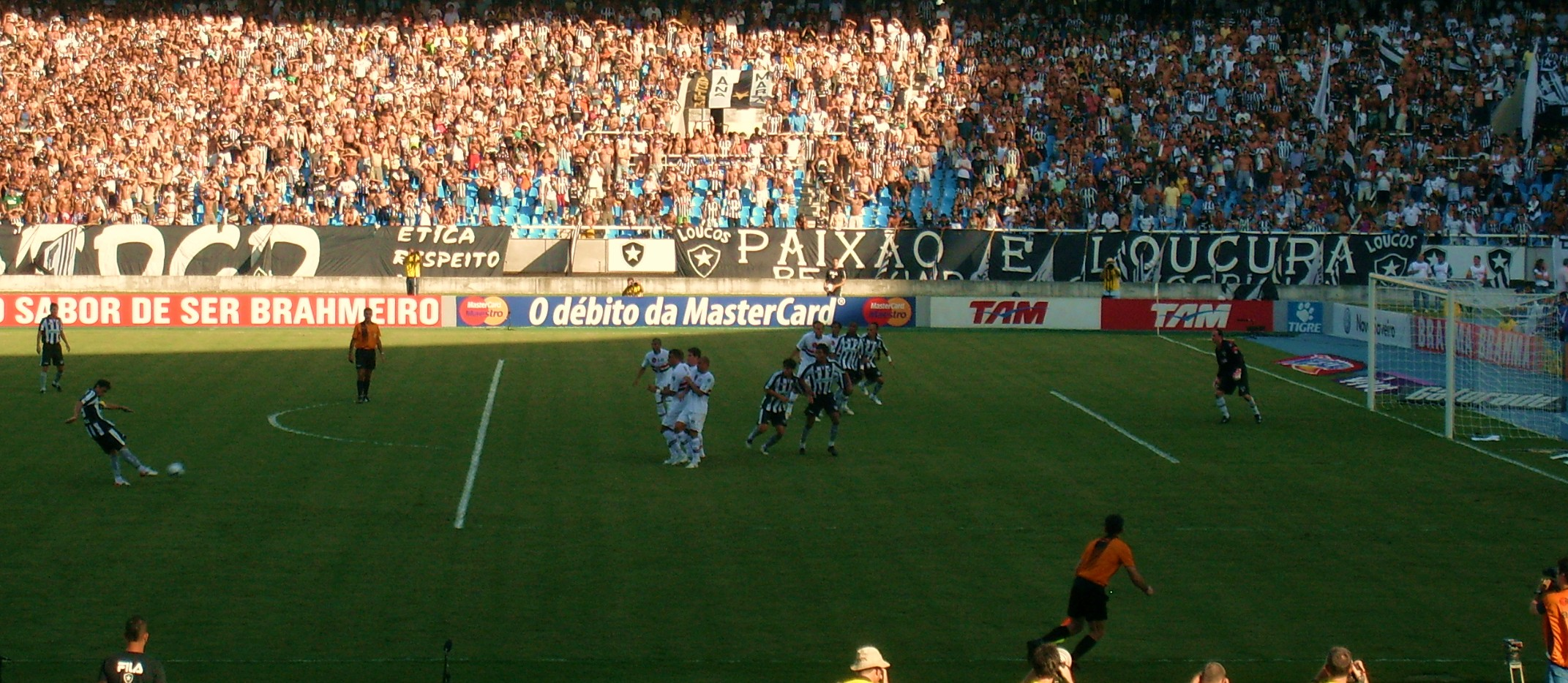
Botafogo 3–2 São Paulo em 2009

Pelo Campeonato Brasileiro Unificado foram disputadas 74 partidas, com 31 vitórias do São Paulo, 26 do Botafogo e 17 empates, 117 gols a favor do São Paulo e 88 a favor do Botafogo.

## Jogos decisivos

### Finais e outras decisões
Em competições da CONMEBOL
- Em 1994, o São Paulo venceu o Botafogo na final da Recopa Sul-Americana.

Em competições da CBF
- Em 2024, o Botafogo conquistou o Campeonato Brasileiro ao vencer o São Paulo na última rodada.

Em competições da FERJ-FPF
- Em 1998, o Botafogo venceu o São Paulo na final do Torneio Rio-São Paulo.
- Em 2001, o São Paulo venceu o Botafogo na final do Torneio Rio-São Paulo.

Em competições não-oficiais
- Em 1948, o São Paulo conquistou a Taça dos Campeões Estaduais Rio-São Paulo sobre o Botafogo.
- Em 1957, o São Paulo conquistou a Taça dos Campeões Estaduais Rio-São Paulo sobre o Botafogo.

### Jogos eliminatórios
Mata-matas em competições da CONMEBOL
- Em 1996, o São Paulo eliminou o Botafogo na semifinal da Copa Master da Conmebol.
- Em 2024, o Botafogo eliminou o São Paulo nas quartas de final da Copa Libertadores da América.

Mata-matas em competições da CBF
- Em 1981, o São Paulo eliminou o Botafogo na semifinal do Campeonato Brasileiro.
- Em 1999, o Botafogo eliminou o São Paulo nas oitavas de final da Copa do Brasil.

## Disputas diretas por títulos em pontos corridos
Só é considerado uma vitória de título diante de um adversário quando o mesmo termina em primeiro e o rival em segundo.
TORNEIO RIO-SÃO PAULO
- Em 1962, o Botafogo foi campeão e o São Paulo vice-campeão.
- Em 1966, o Botafogo foi campeão e o São Paulo vice-campeão.

## Maiores públicos
Aonde não constam públicos pagantes e presentes, a referência é aos pagantes.
Em São Paulo
1. São Paulo 3–2 Botafogo, 98 650, 26 de abril de 1981, Campeonato Brasileiro, Morumbi.

No Rio de Janeiro
1. Botafogo 1–0 São Paulo, 67 473, 22 de abril de 1981, Campeonato Brasileiro, Maracanã.

No Estádio Nílton Santos
1. Botafogo 2–1 São Paulo, 41 986, 8 de dezembro de 2024, Campeonato Brasileiro.

## Confrontos
| Vitória do Botafogo | Empate | Vitória do São Paulo | Jogo decidiu título |

### Anos 2010
| Data                   | Torneio | Estádio             | Casa      | Visitante | Placar | Gols (casa)                                         | Gols (visitante)                                     |
| ---------------------- | ------- | ------------------- | --------- | --------- | ------ | --------------------------------------------------- | ---------------------------------------------------- |
| 16 de maio de 2010     | Série A | Morumbi             | São Paulo | Botafogo  | 1–2    | Léo Lima 8'                                         | Antônio Carlos 27', Renato Cajá 87'                  |
| 12 de setembro de 2010 | Série A | Engenhão            | Botafogo  | São Paulo | 2–0    | Loco Abreu 67', Edno 80'                            |                                                      |
| 29 de junho de 2011    | Série A | Morumbi             | São Paulo | Botafogo  | 0–2    |                                                     | Elkeson 35', Herrera 51'                             |
| 25 de setembro de 2011 | Série A | Engenhão            | Botafogo  | São Paulo | 2–2    | Loco Abreu 25', 39'                                 | Henrique 66', Rivaldo 90'                            |
| 25 de maio de 2012     | Série A | Engenhão            | Botafogo  | São Paulo | 4–2    | Herrera 49', 68', 77', Vítor Júnior 72'             | Jadson 12', Luís Fabiano 61'                         |
| 30 de agosto de 2012   | Série A | Morumbi             | São Paulo | Botafogo  | 4–0    | Luís Fabiano 5', Osvaldo 58', Lucas 60', Cícero 88' |                                                      |
| 1 de setembro de 2013  | Série A | Maracanã            | Botafogo  | São Paulo | 0–0    |                                                     |                                                      |
| 24 de novembro de 2013 | Série A | Morumbi             | São Paulo | Botafogo  | 1–1    | Aloísio 3'                                          | Elias Constantino Pereira Filho 27'                  |
| 20 de abril de 2014    | Série A | Morumbi             | São Paulo | Botafogo  | 3–0    | Antônio Carlos 12', Douglas 21', Luís Fabiano 55'   |                                                      |
| 10 de setembro de 2014 | Série A | Mané Garrincha      | Botafogo  | São Paulo | 2–4    | Zeballos 19', André Bahia 22'                       | Alan Kardec 7', Souza 36', 40', Alexandre Pato 80'   |
| 15 de maio de 2016     | Série A | Raulino de Oliveira | Botafogo  | São Paulo | 0–1    |                                                     | Lucas Fernandes 22'                                  |
| 14 de agosto de 2016   | Série A | Morumbi             | São Paulo | Botafogo  | 0–1    |                                                     | Sassá 90+3'                                          |
| 29 de julho de 2017    | Série A | Nilton Santos       | Botafogo  | São Paulo | 3–4    | Marcos Vinícius 19', 25', Guilherme 68'             | Cueva 17', Marcos Guilherme 84', 90+2', Hernanes 86' |
| 19 de novembro de 2017 | Série A | Pacaembu            | São Paulo | Botafogo  | 0–0    |                                                     |                                                      |
| 30 de maio de 2018     | Série A | Morumbi             | São Paulo | Botafogo  | 3–2    | Nenê 20' (pen), Diego Souza 30', Éverton 45+4'      | Valencia 15', Rodrigo Pimpão 83'                     |
| 30 de setembro de 2018 | Série A | Nilton Santos       | Botafogo  | São Paulo | 2–2    | Jean 5', Kieza 24'                                  | Diego Souza 7', Gonzalo Carneiro 62'                 |
| 27 de abril de 2019    | Série A | Morumbi             | São Paulo | Botafogo  | 2–0    | Éverton 40', Hudson 82'                             |                                                      |
| 21 de setembro de 2019 | Série A | Nilton Santos       | Botafogo  | São Paulo | 1–2    | João Paulo 45'                                      | Hernanes 36', Pablo 90+1'                            |

### Anos 2020
| Data                    | Torneio      | Estádio       | Casa      | Visitante | Placar | Gols (casa)                                    | Gols (visitante)                        |
| ----------------------- | ------------ | ------------- | --------- | --------- | ------ | ---------------------------------------------- | --------------------------------------- |
| 9 de dezembro de 2020   | Série A      | Morumbi       | São Paulo | Botafogo  | 4–0    | Brenner 10', 27', Reinaldo 45+3', Hernanes 90' |                                         |
| 22 de fevereiro de 2021 | Série A      | Nilton Santos | Botafogo  | São Paulo | 1–0    | Matheus Babi 57'                               |                                         |
| 16 de junho de 2022     | Série A      | Nilton Santos | Botafogo  | São Paulo | 1–0    | Kayque 61'                                     |                                         |
| 9 de outubro de 2022    | Série A      | Morumbi       | São Paulo | Botafogo  | 0–1    |                                                | Tiquinho Soares 90' (pen)               |
| 15 de abril de 2023     | Série A      | Nilton Santos | Botafogo  | São Paulo | 2–1    | Tiquinho Soares 3', Eduardo 87'                | Calleri 14'                             |
| 19 de agosto de 2023    | Série A      | Morumbi       | São Paulo | Botafogo  | 0–0    |                                                |                                         |
| 24 de julho de 2024     | Série A      | MorumBIS      | São Paulo | Botafogo  | 2–2    | Lucas Moura 5' (pen), Ferreira 59'             | Tiquinho Soares 10' (pen), Cuiabano 21' |
| 18 de setembro de 2024  | Libertadores | Nilton Santos | Botafogo  | São Paulo | 0–0    |                                                |                                         |
| 25 de setembro de 2024  | Libertadores | MorumBIS      | São Paulo | Botafogo  | 1–1    | Calleri 87'                                    | Thiago Almada 15'                       |
| 8 de dezembro de 2024   | Série A      | Nilton Santos | Botafogo  | São Paulo | 2–1    | Savarino 37', Gregore 90+2'                    | William Gomes 63'                       |
| 16 de abril de 2025     | Série A      | Nilton Santos | Botafogo  | São Paulo | 2–2    | Savarino 24', Igor Jesus 84'                   | Ferreira 21', André Silva 45+13'        |